# Georgij Mihajlovics Romanov orosz nagyherceg
Georgij Mihajlovics Romanov (oroszul: Георгий Михайлович Романов; Tbiliszi, 1863. augusztus 23. – Szentpétervár, 1919. január 28.), a Holstein–Gottorp–Romanov-házból származó orosz nagyherceg, az Orosz Cári Hadsereg tábornoka, az Orosz Múzeum elnöke, ismert numizmatikus. 1919-ben, Nyikolaj Mihajlovics nevű testvérével együtt, kivégezték a bolsevikok.

## Élete

### Származása és gyermekkora
Georgij Mihajlovics 1863-ban látott világot Mihail Nyikolajevics nagyherceg és Cecília badeni hercegnő harmadik fiaként, illetve negyedik gyermekeként. Édesapját még születése előtt, 1862-ben nevezték ki a Kaukázus cári helytartójává, így Georgij Mihajlovics gyermekkora nagy részét Grúziában töltötte. Spártai neveltetést kapott, melyben már a kezdetektől fogva jelentős szerepet töltött be a katonai oktatás, lévén hogy Mihail Nyikolajevics nagyherceg a hadseregbe szánta kivétel nélkül az összes fiát. Georgij Mihajlovics még gyermekkorában szoros barátságot kötött Pjotr Nyikolajevics nagyherceggel, aki egy életen át bizalmas barátja lett.
Georgij nagyherceg már keresztelője napján a testőrség harmadik zászlóaljának tiszteletbeli tagjává lett; és mikor a megfelelő korba lépett, ténylegesen is csatlakozott a hadsereghez. A Kaukázusban kezdte meg szolgálatát, majd 1882-ben családja hazaköltözött Szentpétervárra, és ekkor a nagyherceget is áthelyezték az orosz fővárosba. Egy lábsérülés miatt azonban le kellett szerelnie; II. Miklós cár pedig rábízta az akkori III. Sándor Múzeum vezetését. Georgij Mihajlovics nagy érdeklődést mutatott a művészetek irányába, így múzeumigazgatói pozíciója megelégedéssel töltötte el. A III. Sándor Múzeum egyébként ma is létezik Orosz Múzeum néven. 1898-ban az Orosz Földrajzi Társaság elnökévé választották.

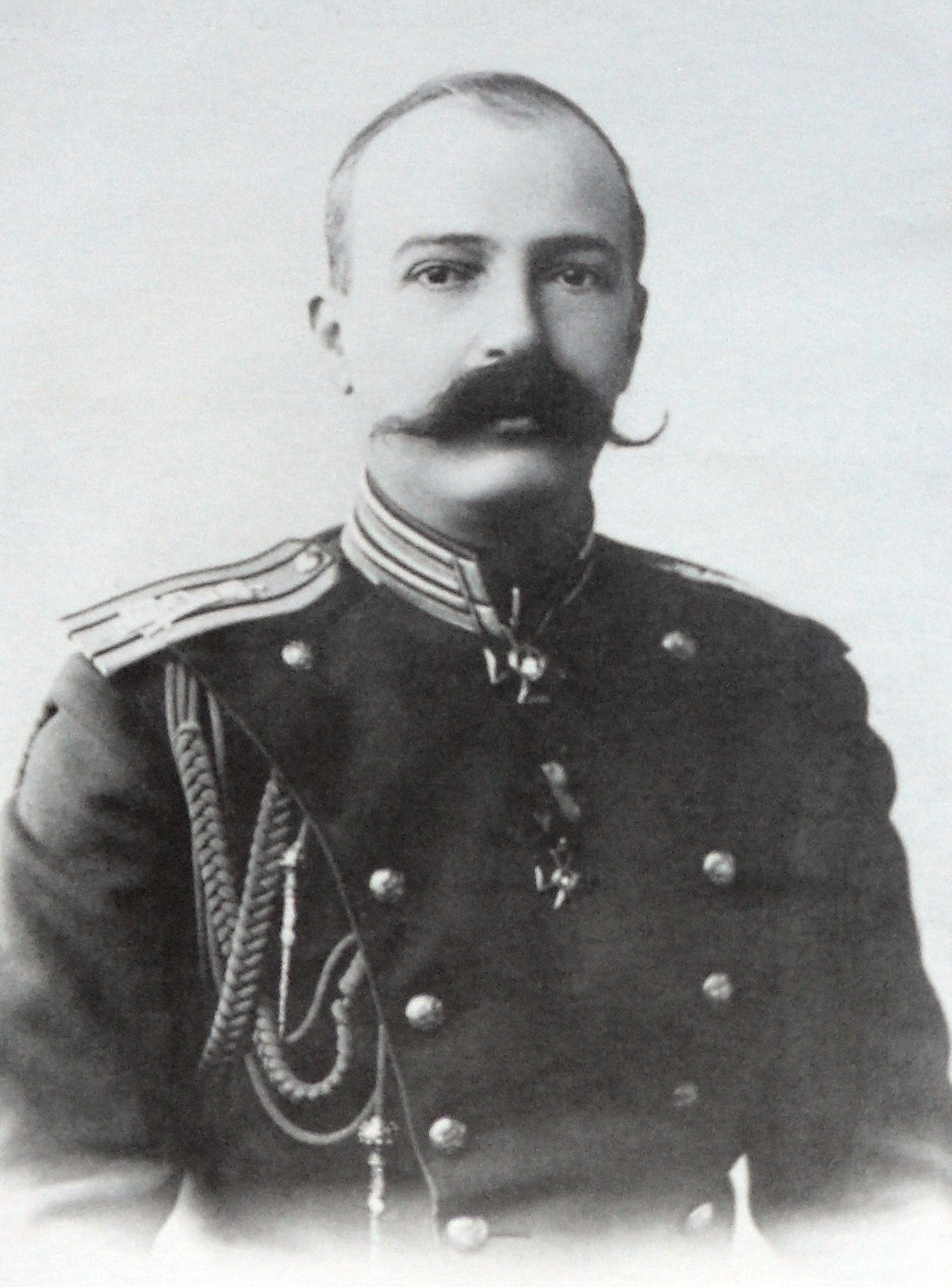
Georgij Mihajlovics nagyherceg ulánus egyenruhában

Georgij Mihajlovics hozzáértő és elismert érmegyűjtő volt. Fiatal korától kezdve űzte ezt a kedvtelést; hatalmas gyűjteményében megtalálható volt az Orosz Birodalom összes érméje. Összesen tíz monográfiát írt a témában, amelyeket több nyelvre is lefordítottak, és fontos részletekkel szolgálnak az orosz érmékkel kapcsolatban. Mint az 1895-ben a II. Miklós cár által megalapított III. Sándor Múzeum igazgatójának, a nagyhercegnek több lehetősége nyílt folytatni szenvedélyét. Pénzt és energiát nem kímélve fogott bele az intézmény numizmatikai részlegének fejlesztésébe; 1909-ben Georgij Mihajlovics a múzeumnak adományozta egész gyűjteményét. Az első világháború alatt félt, hogy az érmék megsemmisülnek, ezért egy szentpétervári bank széfjébe zárta őket. A forradalom alatt azonban a széfeket feltörték, és az érmék egy részét Nyugatra vitték, de a nagyherceg özvegye összegyűjtötte őket. A gyűjtemény ma a Smithsonian Intézet tulajdonában van.

### Házassága
Georgij Mihajlovics ifjúként szeretett bele Nyina Csavcsavadze hercegnőbe, aki grúz származásúként leszármazottja volt a hajdani grúz királyoknak. A cári család ellenben nem egyezett bele a frigybe, mivel Csavcsavadze hercegnő nem volt tagja egy uralkodóháznak. A nagyherceg később távoli unokatestvérét, Mária brit, edinburgh-i és szász–coburg–gothai hercegnőt, Marija Alekszandrovna nagyhercegnő leányát kívánta oltár elé vezetni, Mária hercegnő viszont Ferdinánd román trónörökössel között eljegyzést.

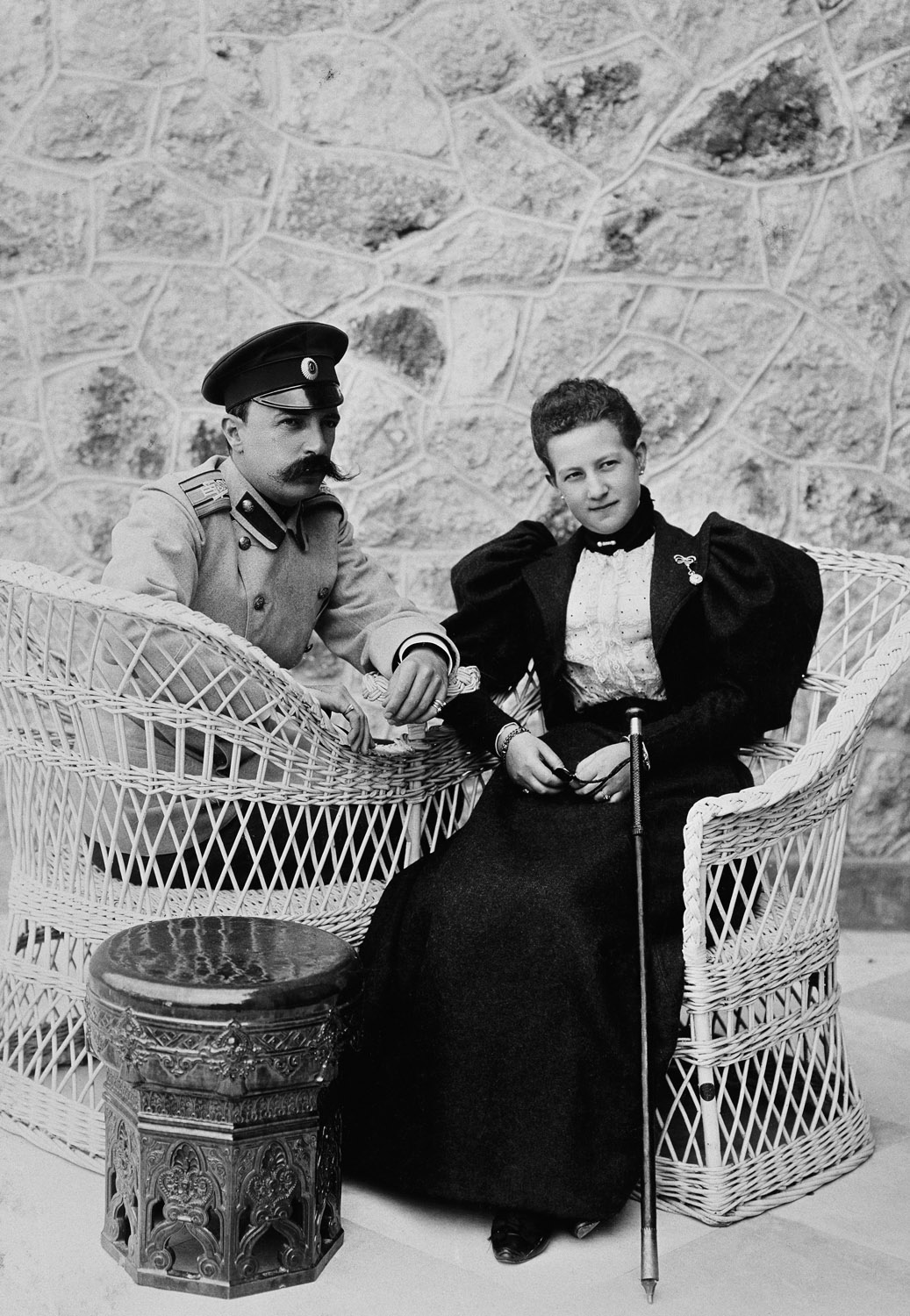
Georgij Mihajlovics és felesége, Mária görög királyi hercegnő

Georgij nagyherceg végül Olga Konsztantyinovna görög királyné és orosz nagyhercegnő és I. György görög király második leánya iránt kezdett érdeklődni. amikor a nagyherceg 1896-ban először megkérte a kezét, nemet mondott, mert „nem igazán volt „kedve” feleségül menni Georgij Mihajlovicshoz”. A nagyherceg évekig udvarolt neki, Mária hercegnő pedig többször elutasította őt.
Georgij nagyherceg állhatatosan próbálkozott, még azt is elérte II. Miklós cárnál, hogy esküvőjüket a cári család hagyományaitól eltérően ne Oroszországban, hanem Görögországban tartsák. A hercegnő négy évnyi kitartó udvarlás után igent mondott a nagyhercegnek, „de azt is közölte, hogy nem szerelmes. Ennek a helyzetnek az elfogadására azonban Georgij fel volt készülve, és abban reménykedett, hogy Mária érzelmei idővel megváltoznak”. A pár 1900. május 12-én, Korfu szigetén kelt egybe. Mária nagyhercegnéi rangot kapott, és felvette a „Marija Georgijevna” nevet. A házasságból két leány született:
- Nyina Georgijevna hercegnő (1901–1974), nőül ment Pavel Alekszandrovics Csavcsavadze grúz herceghez
- Kszenyija Georgijevna hercegnő (1903–1965), első férje ifj. William Bateman Leeds, második férje Jud Herman.

A házasság nem volt boldog, noha Georgij Mihajlovics nagyherceg mindent elkövetett azért, hogy felesége be tudjon illeszkedni új hazájába. A család eleinte a Mihajlovszkij palotában élt Szentpétervárott, de 1905-ben a nagyherceg úgy döntött, hogy a Krím félszigetre költöznek, mert így közelebb lehettek Görögországhoz, és az éghajlat is jobban hasonlított a nagyhercegné szülőföldjére. Marija Georgijevna ennek ellenére szenvedett Oroszországban, még azt is elutasította, hogy oroszul beszéljen, férjével kizárólag franciául társalgott. Egyik barátjuk így írt róluk: „minden látszólagos elragadtatása mellett a nagyherceg sem volt boldog. Úgy érezte, hogy semmi sem alakul olyan jól, mint ahogyan azt remélte.” Később Marija nagyhercegné leányai egészségére hivatkozva egyre gyakrabban hagyta el Oroszországot, hogy főként Angliában éljen. 1914-ben, a világháború kirobbanásakor a nagyhercegné és leányai éppen London mellett időztek egy gyógykezelésen, és a háborús helyzet miatt nem tudtak hazatérni Oroszországba. Georgij Mihajlovics többé nem látta őket.

### A háború és a forradalom

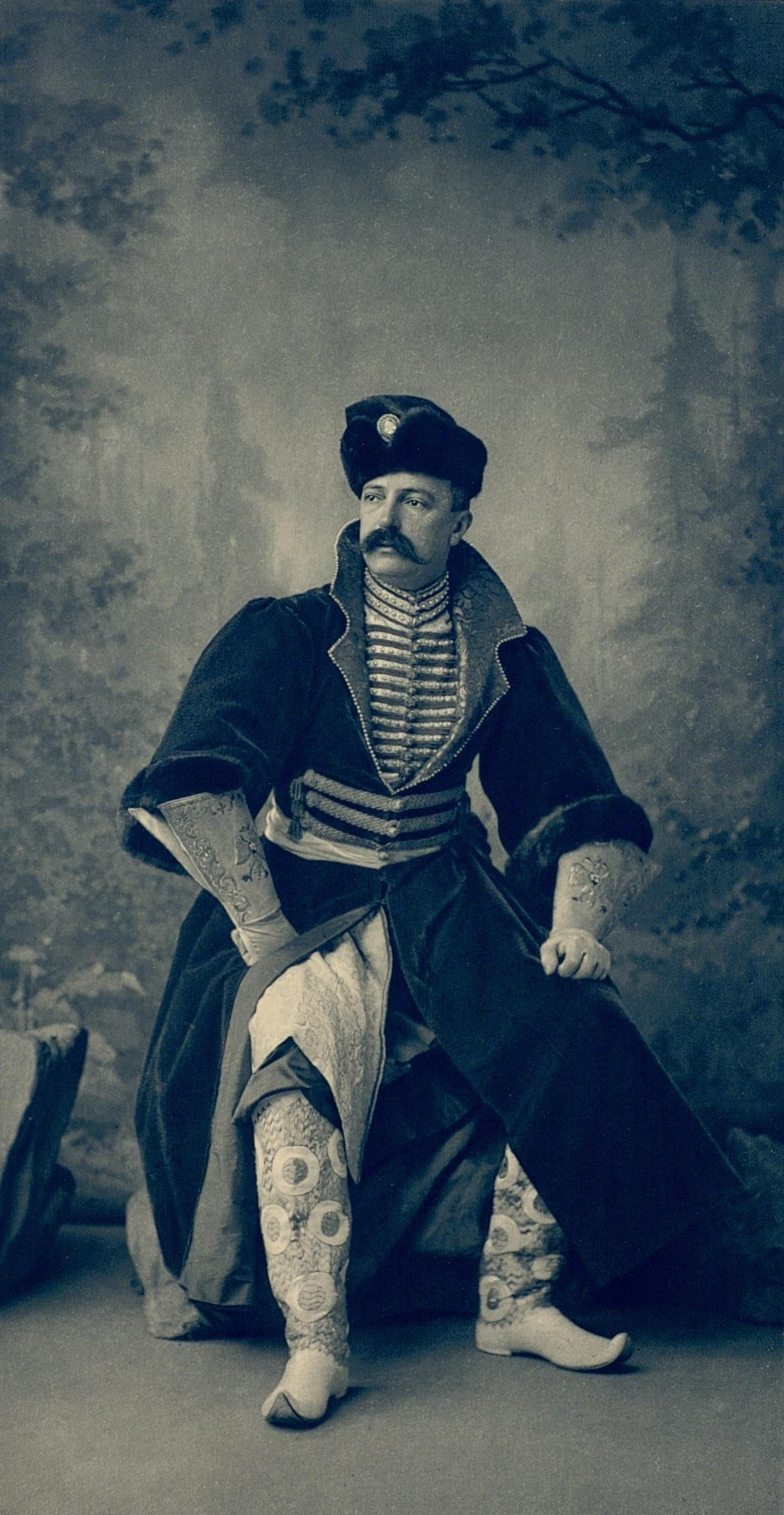
A nagyherceg orosz ruhában a híres Kosztümös Bál alkalmával (1903)

Bár lábsérülése miatt a nagyherceg befejezte az aktív szolgálatot, de továbbra is katonai rangot viselt a hadseregnél. Mikor kitört az első világháború, visszatért a sereghez, hogy tényleges szolgálatot teljesítsen. 1915-ben a cár egyik szárnysegédjévé nevezték ki. Látva az orosz hadsereg elmaradottságát, élesen kritizálta a hadügyminisztériumot, és több javaslatot is tett az uralkodónak a megreformálásra vonatkozóan. Szentpétervári palotáját katonai kórházzá alakította át, hogy így is segítsen a katonákon. 1915-ben a nagyherceget Koreán keresztül Japánba küldték tárgyalni. 1916-ban tért vissza Oroszországba Vlagyivosztokon keresztül; később német és osztrák hadifoglyokat látogatott meg. 1917 elején Romániába és Besszarábiába látogatott, azonban II. Miklós cár lemondásakor már ismét orosz földön tartózkodott.
A forradalom kitörése Szentpétervárott érte őt. Angliába akart menekülni a családjához, így az Ideiglenes Kormány első miniszterelnökéhez, Georgij Jevgenyjevics Lvov herceghez fordult, hogy szabad eltávozást kapjon Oroszországból. A kormány elutasította kérelmét, bár három hónappal később mégis megengedték neki, hogy Finnországba költözzék, és ha tud, onnan átszökjék Svédországba. Amikor 1918-ban a szovjetek kerültek hatalomra, Georgij nagyherceg elkövette azt a hibát, hogy új útlevelet kért. A szovjetek letartóztatták és Petrográdra vitték. Mivel palotáját lefoglalták a Vörös Hadsereg számára, a nagyherceg magántitkárja házában húzta meg magát. 1918 májusában megjelent egy újságcikk arról, hogy a bolsevik kormány el akarja fogni a cári család tagjait. A nagyherceg jelentkezett a rendőrségen, ahol kihallgatták, majd utána szabadon távozhatott; pár nappal ezután a Cseka mégis letartóztatta.
Hamarosan Vologdába küldték, ahol viszonylag szabadon élhetett, különösebb felügyelet nélkül. Nem sokkal az érkezése után értesült róla a nagyherceg, hogy unokatestvére, Dmitrij Konsztantyinovics és tulajdon bátyja, Nyikolaj Mihajlovics nagyhercegek szintén a városba kerültek. A kuzinok felvették egymással a kapcsolatot, és rendszeresen találkoztak.
1918. július 14-én, két nappal a cár és családja kivégzése előtt a nagyhercegeket egy börtönbe szállították át. Július 20-án Brummer, Nyikolaj Mihajlovics szárnysegédje értesítette a nagyhercegeket II. Miklós kivégzéséről; július 21-én a Cseka átköltöztette a nagyhercegeket Petrográdba.

### Halála
A Spalernaja börtönbe vitték őket, ahol Pavel Alekszandrovics nagyherceg is raboskodott. Dmitrij Konsztantyinovics unokaöccse, Gavriil Konsztantyinovics herceg felesége jó barátságban állt Makszim Gorkijjal. Gavriil herceg felesége révén elérték, hogy Gorkij kegyelmet kérjen Leninnél a nagyhercegek számára, Lenin azonban elutasította a kérelmet.
1919 januárjának végén Dmitrij Konsztantyinovicsot, Georgij Mihajlovicsot és Nyikolaj Mihajlovicsot a Péter-Pál erődben található Trubeckoj bástyába vitték, míg a nagybeteg Pavel nagyherceget átszállították a Gorohovaja utcába, és csak egy nappal később csatlakozott hozzájuk. 1919. január 29-én a hajnali órákban a nagyhercegeket a Péter-Pál katedrálistól nem messze, egy sírgödör mellett kivégezték. Maradványaikat is ott temették el.